# Nitrato de ureia
Nitrato de ureia é um alto explosivo que tem sido usado em dispositivos explosivos improvisados em Israel e Iraque e em vários outros atos terroristas pelo mundo, como no atentado ao world trade center em 1993. Tem um poder destrutivo similar ao do nitrato de amônio com uma velocidade de detonação entre 3400 m/s e 4700 m/s.
É produzido pela nitração da ureia usando ácido nítrico. Essa reação é exotérmica, portanto cuidado deve ser tomado no controle da temperatura. Presença de ácido sulfúrico durante a nitração catalisa a reação, porém, seu uso não é obrigatório.
Explosivos baseados em nitrato de ureia podem ser iniciados por meio de uma capsula de detonação.

## Aspectos químicos
A molécula de ureia contém um grupo carbonila. O átomo de oxigênio, mais eletronegativo, puxa os elétrons do átomo de carbono, fazendo com que a densidade eletrônica seja maior ao redor do oxigênio, resultando em uma carga parcialmente negativa no oxigênio e formando uma ligação polar. Quando ácido nítrico esta presente, se ioniza, liberando um próton (H+) que é atraído pelo oxigênio e faz uma ligação covalente com este. O íon nitrato, sendo eletronegativo é atraído pelo hidrogênio positivo, formando uma ligação iônica e o composto nitrato de ureia. Sendo um composto iônico, nitrato de uréia é solúvel em água.
(NH2)2CO (aq) + HNO3 (aq) → (NH2)2COHNO3 (s)
Esse composto e preferido por muitos entusiastas em explosivos amadores, sendo usado como explosivo principal em cargas maiores. Nesse papel, nitrato de ureia age como um substituto para o nitrato de amônio. Isso se deve ao fato da facilidade de adquirir os materiais necessários para sua síntese, e sua maior sensibilidade à ignição, comparado ao nitrato de amônio.